# 髙靇神社 (松戸市)

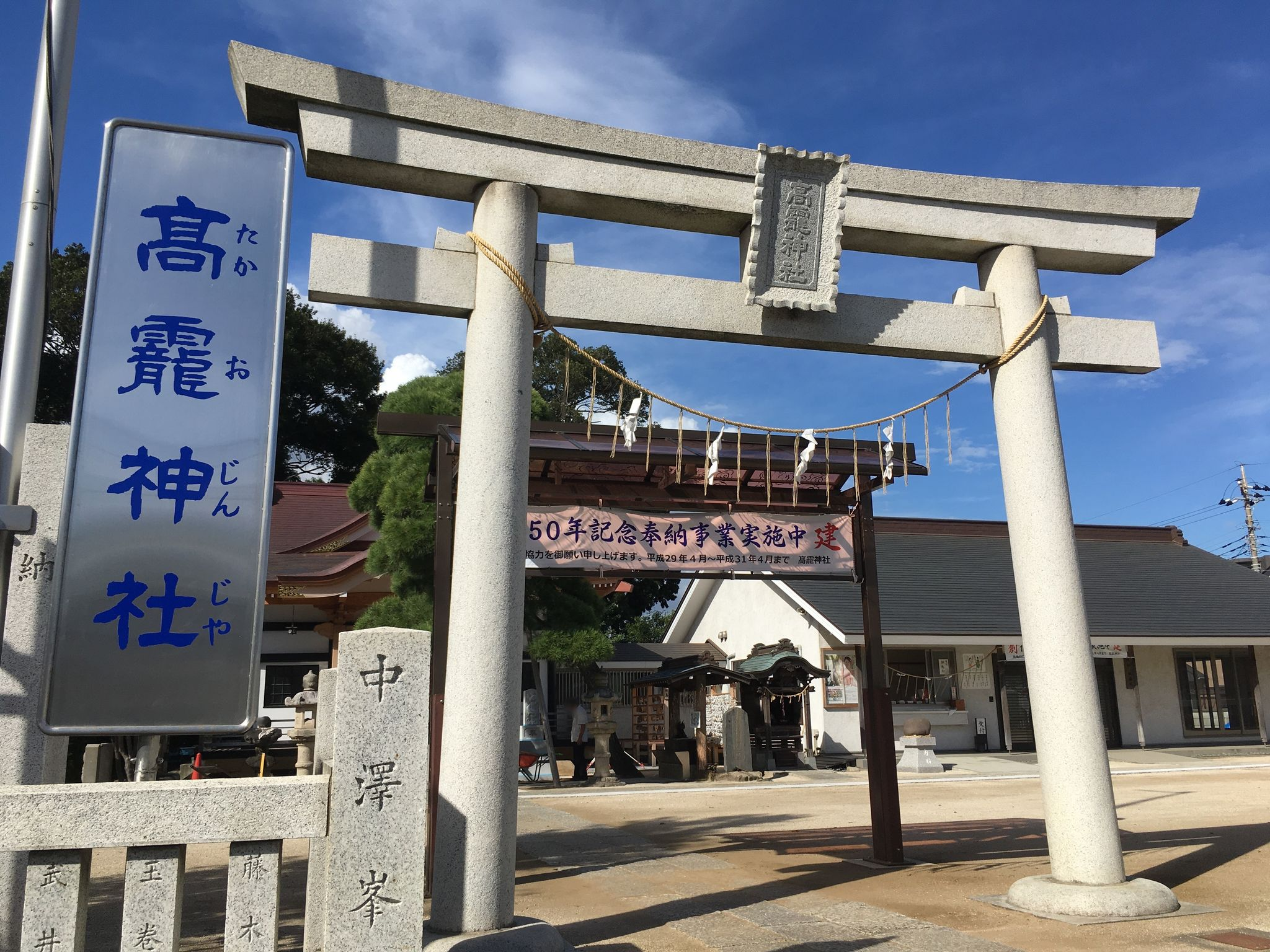
鳥居

髙靇神社（たかおじんじゃ）は、千葉県松戸市にある神社。

## 概要
明治時代、旧小金牧を開墾して成立した五香六実村の鎮守として創建された。
最初は雨乞いのため出雲大社の龍蛇神を祀っていたが、その後に高靇命と日本武尊も祀るようになり、1879年（明治12年）に「髙靇神社」として成立した。社名は祭神の高靇命に由来する。

## 交通アクセス
- 京成バス千葉セントラル高木第2小学校バス停留所より徒歩約3分（経路案内）。
- 京成電鉄松戸線元山駅より徒歩約11分（経路案内）。
- 京成電鉄松戸線五香駅東口より徒歩約19分（経路案内）。
- 東武鉄道野田線六実駅より徒歩約19分（経路案内）。